# Alberto Lattuada
Mario Alberto Lattuada (Vaprio d'Adda, 13 novembre 1914 – Orvieto, 3 luglio 2005) è stato un regista, sceneggiatore, attore, produttore cinematografico, critico cinematografico e critico d'arte italiano.
(da La Fiera Letteraria, n. 17, aprile 1973)
Intellettuale dalla personalità eclettica, appassionato di letteratura, arte e fotografia, era noto soprattutto per aver trasposto sullo schermo molti celebri romanzi e alcuni colossal anche per il piccolo schermo. Nella sua lunga carriera ha scoperto e lanciato molte attrici come Marina Berti, Carla Del Poggio (divenuta poi sua moglie), Valeria Moriconi, Jacqueline Sassard, Catherine Spaak, Dalila Di Lazzaro, Teresa Ann Savoy, Nastassja Kinski, Clio Goldsmith, Barbara De Rossi e Sophie Duez.

## Biografia

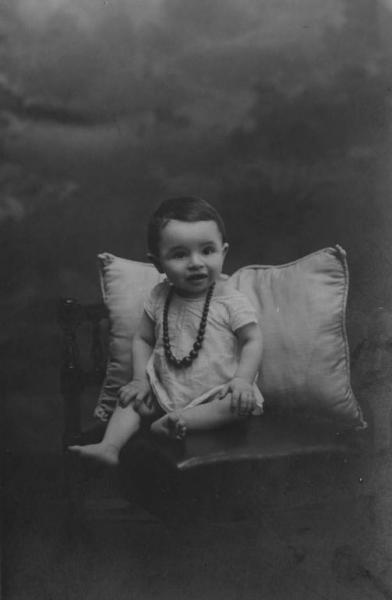
Alberto Lattuada bambino (1915)

Vittorio Gassman, Giovanna Ralli e Lattuada nel 1957 alla Grolla d'oro di Saint-Vincent.

Figlio del compositore Felice Lattuada, crebbe fra la campagna lombarda e Milano. Durante gli studi classici al Liceo Ginnasio Giovanni Berchet, nel dicembre 1932 fondò insieme ad Alberto Mondadori il periodico quindicinale Camminare... in cui svolse mansioni di critico d'arte mentre Mario Monicelli si occupava di critica cinematografica. L'anno seguente ebbe la sua prima esperienza di cinema come scenografo del cortometraggio Cuore rivelatore, tratto da un racconto di Poe e diretto da un diciottenne Mario Monicelli. Insieme a Mario Baffico, nel biennio 1935-1936 collaborò a Il museo dell'amore come consulente per il colore (si trattava del primo mediometraggio italiano girato interamente a colori) e come assistente alla regia al lungometraggio La danza delle lancette. Entrato in contatto con Gianni Comencini, (fratello del regista Luigi) e Mario Ferrari, si mise alla ricerca sistematica di vecchie pellicole, salvandole dal macero presso i magazzini dei distributori e ponendo le basi della futura Cineteca Italiana di Milano.
Durante gli anni universitari al Regio Istituto Tecnico Superiore (Politecnico di Milano) si iscrisse ai GUF partecipando ai Littoriali. In questo modo riuscì ad organizzare delle proiezioni retrospettive, giacché solo le sezioni cinematografiche dei GUF erano autorizzate a svolgere queste attività. Dopo la laurea in Architettura, a partire dal 1938 iniziò a collaborare a diverse riviste: su Tempo illustrato scriveva come critico cinematografico, su Domus scriveva di architettura e arredamento, su Frontespizio pubblicò alcuni suoi racconti letterari. Nel 1940, nel difficile clima bellico, riuscì ad allestire una retrospettiva di film francesi per la Triennale di Milano. Il tumulto che seguì alla proiezione de La grande illusione provocò la sospensione delle proiezioni e il gruppo organizzatore dovette mettere in salvo le pellicole nascondendole alle ricerche della polizia fascista.

Nel 1941 organizzò anche una sua mostra e un libro di fotografie, Occhio Quadrato, ma passò subito al cinema a tempo pieno come aiuto regista di Mario Soldati per Piccolo mondo antico e come sceneggiatore di Ferdinando Maria Poggioli per Sissignora. Tra il 1942 e il 1943 diresse i suoi primi due film volutamente tratti da opere letterarie: dapprima Giacomo l'idealista, tratto dall'omonimo romanzo di Emilio De Marchi; successivamente La freccia nel fianco, dal racconto di Luciano Zuccoli. Per l'origine letteraria poterono evitare noie con la censura e vennero criticati da alcuni commentatori in quanto «esercizi di stile formali e calligrafici». In realtà contenevano già quasi tutti gli elementi stilistici del suo cinema futuro: equilibrio interno dell'inquadratura, uso sapiente delle luci e messa in risalto dei dettagli, calibrati movimenti di macchina e controllati stacchi di montaggio, saranno le cifre alle quali Lattuada rimarrà fedele. Giacomo l'idealista segna l'esordio di Marina Berti, la prima di una serie di figure femminili alle quali Lattuada affida il compito di tracciare una psicologia, una cultura, un clima sociale o un'atmosfera. La freccia nel fianco, uno dei primi film italiani a esplorare (sia pure con tutte le prudenze di sorta) il mondo della sessualità infantile, ebbe anche una gestazione piuttosto travagliata. Abbandonato dal regista dopo l'8 settembre 1943, venne ripreso e completato da Mario Costa che tuttavia non risulta accreditato nei titoli.

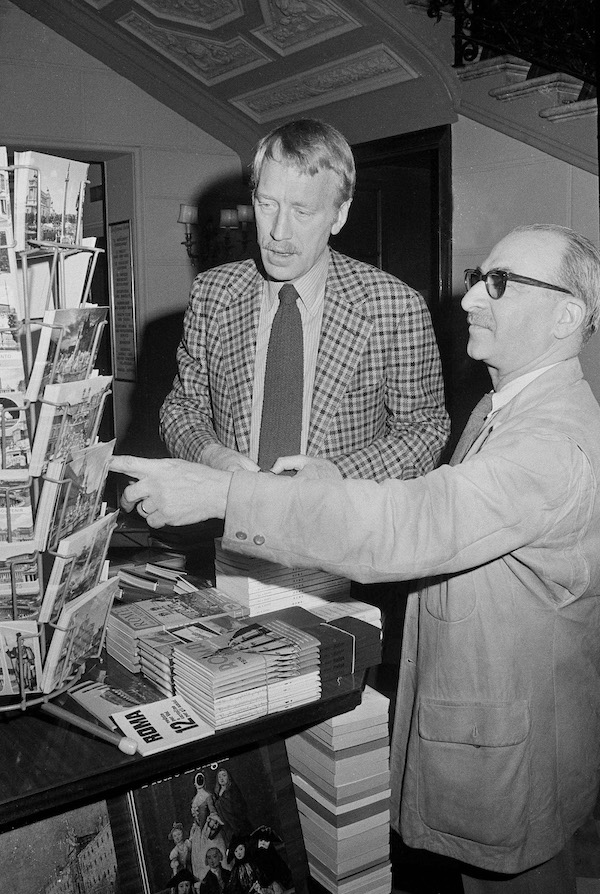
Max von Sydow e Lattuada a Roma nel 1974

Nell'immediato dopoguerra Lattuada si avvicinò al neorealismo con Il bandito, girato in una Torino devastata dai bombardamenti e dove sbandiera apertamente il suo amore per il cinema americano e in particolare quello della gangster-story sullo stile di Scarface. Su quel set debuttano in una parte drammatica la moglie, Carla Del Poggio, da lui sposata il 2 aprile 1945 (da lei avrà due figli, Francesco, futuro direttore di produzione di fiction televisive, e Alessandro) e la sorella Bianca Lattuada come segretaria di edizione. Il film successivo, Il delitto di Giovanni Episcopo, tratto da D'Annunzio, si allontana da qualsiasi filone o corrente per iniziare a seguire la sua poetica base (l'individuo senza scrupoli in contrapposizione con una società inerte e indifferente a tutto) con maniacale puntiglio, organizzando alla perfezione scenografia e recitazione. In questo film si segnala in particolare quella di Aldo Fabrizi. Nel 1948, traendo suggestioni anche dal cinema francese, realizzò, nella Pineta del Tombolo, insieme a Tullio Pinelli e Federico Fellini il celebre Senza pietà, descrizione di un paese in rovina dove con gli aiuti americani sbarcano violenza, contrabbando e malavita.
Del 1949 è Il mulino del Po, tratto dal romanzo più famoso di Riccardo Bacchelli (che collaborò anche alla sceneggiatura). Curò la regia di Didone ed Enea di Henry Purcell al Teatro dell'Opera di Roma e, insieme a Federico Fellini, Michelangelo Antonioni, Carlo Lizzani ed Elsa Morante, cominciò a progettare una serie di pellicole su temi scottanti come l'emigrazione, la speculazione edilizia, il sistema carcerario. Le pressioni della casa di produzione che sceglierà poi di realizzare un film sul concorso di bellezza di Miss Italia e sul mondo dei fotoromanzi lo spinsero a fondare una cooperativa insieme alla moglie, a Fellini e alla Masina, e a realizzare in totale autonomia Luci del varietà, spaccato sul rutilante mondo dell'avanspettacolo, al quale collaborarono anche il padre e la sorella. Il film però si rivelò un disastro finanziario.
Con il film successivo, Anna, Lattuada realizzò il suo più grande successo, grazie a protagonisti del livello di Silvana Mangano, Raf Vallone e Vittorio Gassman e grazie a una canzone, El Negro Zumbón (ricavata da un vecchio standard ballabile cubano), che diventò un successo discografico mondiale. Riprendendo qualche tematica già presente in Riso amaro di Giuseppe De Santis, fornì più di uno spunto al successivo Mambo di Robert Rossen. Fu la prima pellicola italiana a incassare oltre un miliardo di lire nelle prime visioni e la prima ad essere presentata doppiata in inglese negli Stati Uniti. Il successo gli consentì di realizzare, nel 1952, una delle sue opere più importanti, Il cappotto, dal racconto di Gogol, girato a Pavia con protagonista Renato Rascel, uno dei primi film a svincolarsi definitivamente dal neorealismo dove realtà e fantasia coesistono alla perfezione.
Nella pellicola La lupa, tratto dal celebre racconto di Giovanni Verga, Lattuada continuò il viaggio d'osservazione del corpo e della sessualità femminile che lo accompagnerà, tranne qualche eccezione, in tutta la sua filmografia. Nei film di Lattuada, la forza della figura femminile rende per la prima volta esplicito l'aspetto della sottomissione dell'uomo, il quale di contro tende sempre al raggiungimento di un suo fine senza avere scrupoli morali: la proprietà, il denaro, il delitto e la vendetta. Con l'episodio Gli italiani si voltano, inserito in L'amore in città, Lattuada si fermò ad esaminare con la tecnica della candid camera il fenomeno del gallismo'' maschile. La spiaggia è antesignana della commedia di costume, critica feroce dell'ipocrisia borghese. Scuola elementare si basava sui desideri economici e di donne di un maestro e di un bidello, Billi e Riva, ma era anche una sorta di omaggio alla figura del padre che era stato maestro elementare.

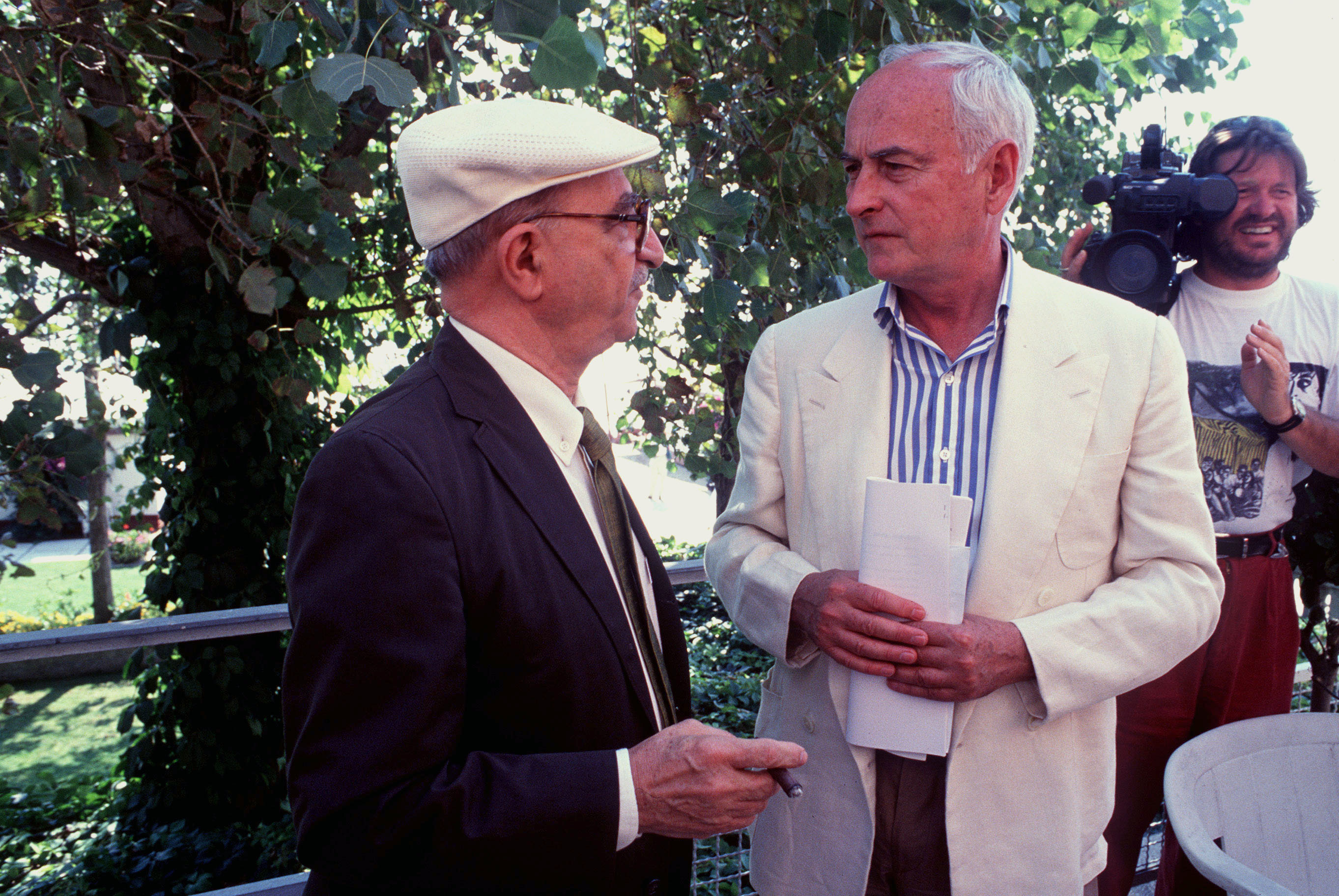
Lattuada e James Ivory nel 1991 alla 48ª Mostra internazionale d'arte cinematografica di Venezia

Nel dittico Guendalina e Dolci inganni, il regista seguiva la trasformazione sentimentale e sessuale di due adolescenti, interpretate rispettivamente da Jacqueline Sassard e Catherine Spaak. A esse si contrappongono i kolossal La tempesta e La steppa tratti dai prediletti autori russi, Puškin e Čechov. Gli anni sessanta furono caratterizzati da trasposizioni di opere letterarie di Guido Piovene, Lettere di una novizia; Niccolò Machiavelli, La mandragola; e Vitaliano Brancati, Don Giovanni in Sicilia; fino a giungere a Venga a prendere il caffè... da noi (Nastri d'Argento 1971: premio miglior sceneggiatura), tratto dal romanzo La spartizione di Piero Chiara, satira di una certa borghesia provinciale ipocrita e sessuofobica, interpretato da Ugo Tognazzi.
Nel 1970 Lattuada ebbe la sua seconda esperienza come regista lirico inaugurando il Maggio Musicale Fiorentino con La Vestale di Gaspare Spontini e fu inoltre componente della giuria del Festival internazionale del cinema di Berlino. Dopo due pellicole frutto di evidenti compromessi, Bianco, rosso e... con Sophia Loren, quasi un remake di Anna, e Sono stato io!, dove Giancarlo Giannini, un anonimo lavavetri, immagina un gesto clamoroso che lo porti sulle prime pagine dei quotidiani, Lattuada, dal 1974 volle trattare la tematica dell'erotismo a partire da Le farò da padre e proseguendo con Oh, Serafina! da un romanzo di Giuseppe Berto, Così come sei sul tema dell'incesto, fino agli ultimi suoi due film per il grande schermo, considerati artisticamente due fallimenti, La cicala e il tardo Una spina nel cuore, nuovamente tratto da Piero Chiara.
Nel 1981 iniziò a dirigere Nudo di donna che dovette abbandonare quasi subito a causa di dissapori con l'attore protagonista, Nino Manfredi, che finì pertanto per dirigere sé stesso. Durante gli anni ottanta Lattuada firmò tre lavori per il piccolo schermo: il colossal di successo Cristoforo Colombo, l'intensa miniserie Due fratelli e il mediometraggio Mano rubata, tratto da un racconto di Tommaso Landolfi, che esplora il mondo spietato del gioco d'azzardo. Nel 1994 fece una simpatica apparizione nel film Il toro, diretto da Carlo Mazzacurati, e quattro anni dopo donò tutto il suo materiale d'archivio alla Fondazione Cineteca Italiana di Milano, diretta all'epoca da Gianni Comencini.

### Morte
Muore a novant'anni nella sua casa di campagna a Orvieto (Terni), il 3 luglio 2005, affetto da tempo dalla malattia di Alzheimer. Il funerale è celebrato nella basilica di Santa Maria in Montesanto a piazza del Popolo; il feretro viene portato al cimitero di Prima Porta per la cremazione e le ceneri vengono tumulate accanto al padre Felice nella tomba di famiglia nel cimitero di Morimondo.

## Archivio

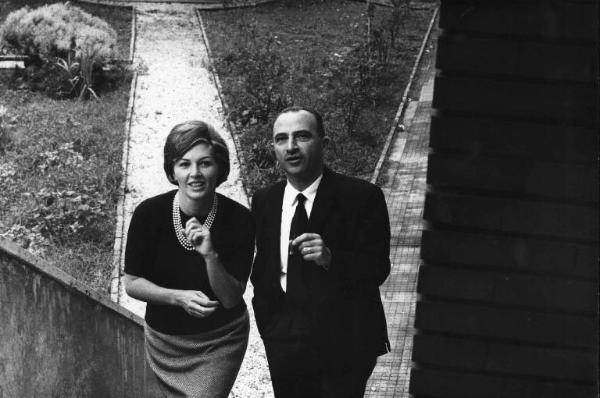
Alberto Lattuada in compagnia della moglie Carla Del Poggio

L'archivio donato da Carla Del Poggio alla Fondazione Cineteca di Bologna nel 2009 comprende documentazione riferibile sia all'attrice sia al marito. Il materiale non presentava nessun tipo di ordinamento, eccezione fatta per un album di ritagli a stampa ordinati cronologicamente. Il fondo è compreso nella dichiarazione di interesse storico particolarmente importante relativa al patrimonio documentario della Fondazione Cineteca di Bologna, emessa con provvedimento della Direzione regionale per i beni culturali e paesaggistici dell'Emilia Romagna n. 33 del 6 marzo 2013.
La documentazione raccolta da Carla Del Poggio è costituita dall'attività artistica propria e del marito e in particolare: riduzioni, soggetti, trattamenti e sceneggiature di produzioni cinematografiche e televisive cui prese parte l'attrice o diretti da Lattuada; schizzi e bozzetti a matita e carboncino (forse di Lattuada); un ritratto a carboncino di Carla Del Poggio; opuscoli e programmi a stampa con presentazioni e retrospettive cinematografiche di film con la sua partecipazione come attrice o diretti dal marito; ritagli a stampa (raccolti o in forma sciolta) e articoli di quotidiani e riviste (italiane e straniere) relativi all'attività artistica di entrambi; riviste, un catalogo, una monografia a carattere cinematografico, nonché la raccolta del periodico «Il selvaggio» (1928-1931). Il fondo comprende inoltre: carteggio, con lettere ricevute e minute di lettere inviate da Lattuada; relazioni, annotazioni, appunti manoscritti e dattiloscritti del regista di carattere biografico o relativi alla preparazione di film.
Le fotografie (singole o in servizi fotografici) comprendono: immagini tratte dai primi provini di Carla Del Poggio presso il Centro sperimentale di cinematografia di Roma; scatti tratti da rappresentazioni teatrali e su set di produzioni cinematografiche e televisive; fotogrammi tratti da film; eventi e premiazioni; ritratti di Carla Del Poggio e di Alberto Lattuada. Ad alcune fotografie sono allegati opuscoli a stampa, ritagli di giornale, bigliettini e indicazioni varie riferibili al contenuto della fotografia o del servizio fotografico. Sono inoltre presenti alcune stampe relative alla vita privata dei coniugi, tra cui la foto del matrimonio e di viaggi della coppia.
La maggior parte delle fotografie riporta sul verso indicazioni manoscritte di diverse mani circa il contenuto (contesto o film), i riconoscimenti dei personaggi fotografati e la data di esecuzione, oltre al timbro a inchiostro dello studio fotografico. In alcuni casi sul recto sono presenti dediche manoscritte.

## Riconoscimenti

### Premi cinematografici
- Nastro d'argento
  - 1971: Miglior sceneggiatura (Venga a prendere il caffè... da noi)[12]
- David di Donatello
  - 1957: Targa d'oro[13]
  - 1959: miglior regista (La tempesta)[14]
  - 1994: David speciale[15]
- Grolla d'oro
  - 1957: Miglior regista (Guendalina)

## Filmografia

### Regista cinematografico
- Giacomo l'idealista (1943)

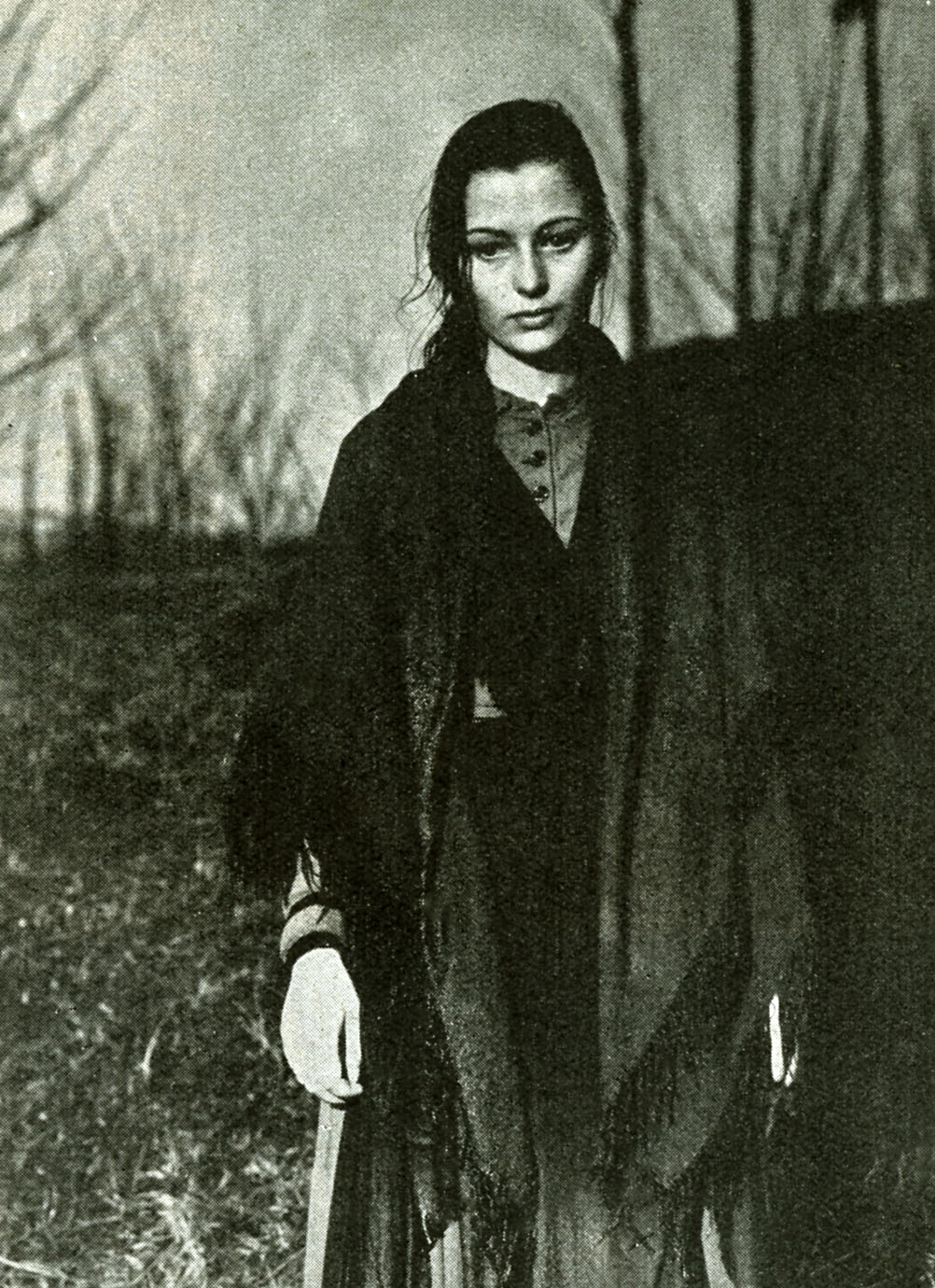
Marina Berti in Giacomo l'idealista (1943)

- La freccia nel fianco (1945), lavorazione iniziata nel 1943 e poi interrotta a causa della guerra, venne poi ripresa e terminata da Mario Costa nel 1944
- La nostra guerra (1945) cortometraggio documentaristico
- Il bandito (1946)
- Il delitto di Giovanni Episcopo (1947)
- Senza pietà (1948)
- Il mulino del Po (1949)
- Luci del varietà, co-regia di Federico Fellini (1950)
- Anna (1951)
- Il cappotto (1952)
- La lupa (1953)
- Gli italiani si voltano, episodio di L'amore in città (1953)
- La spiaggia (1954)
- Scuola elementare (1954)
- Guendalina (1957)
- La tempesta (1958)
- Dolci inganni (1960)
- Lettere di una novizia (1960)
- L'imprevisto (1961)
- Mafioso (1962)
- La steppa (1962)
- La mandragola (1965)
- Matchless (1967)
- Don Giovanni in Sicilia (1967)
- Fräulein Doktor (1969)
- L'amica (1969)
- Venga a prendere il caffè... da noi (1970)
- Bianco, rosso e... (1972)
- Sono stato io! (1973)
- Le farò da padre (1974)
- Cuore di cane (1976)
- Oh, Serafina! (1976)
- Così come sei (1978)
- La cicala (1980)
- Una spina nel cuore (1986)
- Genova, episodio di 12 registi per 12 città (1989) documentario

### Regista televisivo
- Fanciulle in fiore (1977) - servizio televisivo per la trasmissione Odeon. Tutto quanto fa spettacolo di Brando Giordani ed Emilio Ravel
- Cristoforo Colombo (1985) - sceneggiato televisivo
- Due fratelli (1987) - miniserie televisiva
- Mano rubata (1989) - mediometraggio televisivo

### Collaborazioni
- Cuore rivelatore, cortometraggio, regia di Mario Monicelli (1933) - scenografia
- Il museo dell'amore, mediometraggio, regia di Mario Baffico (1935) - consulente per il colore
- La danza delle lancette, regia di Mario Baffico (1936) - assistente regista
- Piccolo mondo antico, regia di Mario Soldati (1941) - aiuto regista e sceneggiatore
- Sissignora, regia di Ferdinando Maria Poggioli (1941) - aiuto regista e sceneggiatore
- Il cappello da prete, regia di Ferdinando Maria Poggioli (1944) - sceneggiatore
- Un eroe dei nostri tempi, regia di Mario Monicelli (1955) - attore
- Il corpo della ragassa, regia di Pasquale Festa Campanile (1978) - adattamento del romanzo di Gianni Brera
- Il toro, regia di Carlo Mazzacurati (1994) - attore